# Bataille de Sedd-Ul-Bahr
Première Guerre mondiale
Batailles
Front du Moyen-Orient
- Afrique du Nord
- Caucase
- Perse
- Dardanelles
- Mésopotamie
- Sinaï et Palestine
- Arménie
- Ctésiphon (11-1915)
- Kut-el-Amara (12-1915)
- Romani (8-1916)
- Magdhaba (12-1916)
- Révolte arabe
- Rafa (1-1917)
- Bagdad (3-1917)
- 1re Gaza (3-1917)
- 2e Gaza (4-1917)
- Aqaba (7-1917)
- Beer-Sheva (10-1917)
- 3e Gaza (11-1917)
- Jérusalem (12-1917)
- Megiddo (9-1918)
- Damas (9-1918)
- Alep (10-1918)

Front d'Europe de l’Ouest
Front italien
Front d'Europe de l'Est
Front des Balkans
Front africain
Bataille de l'Atlantique
La bataille de Sedd-Ul-Bahr se déroule du 25 avril 1915 au 4 mai 1915 pendant l'expédition des Dardanelles et au cours de laquelle les forces franco-britannique débarquent dans la péninsule de Gallipoli.

## Situation

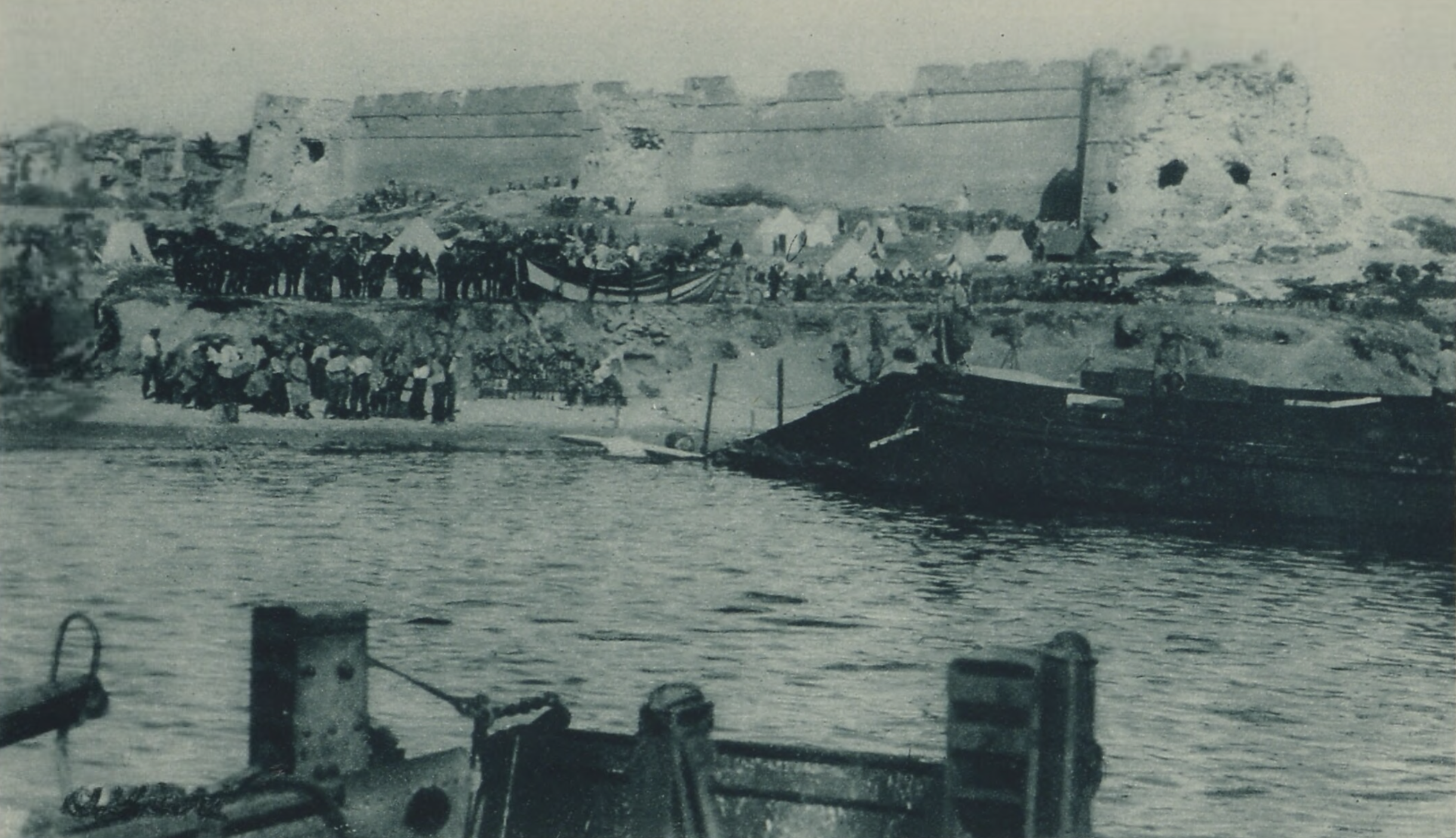
Le fort de Kilitbahir.

Après l'échec de l'attaque navale contre les forts de l'entrée des Dardanelles, le gouvernement anglais décide, pour marcher sur Constantinople, d'attaquer et de conquérir la péninsule de Gallipoli. Concentrée à Alexandrie, l'armée franco-anglaise commence ses débarquements le 25 avril, à Gaba-Tépé pour les Anzacs, à Sedd-Ul-Bahr pour les Anglais.

Le Corps expéditionnaire d'Orient, français, est placé sous le commandement du général Ian Hamilton. La division du général Albert d'Amade devra créer une diversion en débarquant sur la côte d'Asie et ensuite renforcer l'aile droite des Anglais à Sedd-Ul-Bahr.

## Déroulement

### Combat de Koum Kalé (25-26 avril 1915)
La 2e brigade coloniale (4e et 6e RMC) est dirigée vers Kumkale, sur la côte asiatique où sera effectué un débarquement de diversion, sous les ordres du colonel Ruef, commandant la brigade, avec le 6e régiment mixte colonial, une batterie de 75 et du génie.

- 25 avril - Débarquement à 8 h 30 depuis la Savoie, le Vinh-Long et le Carthage avec pour mission : Prise du village, de la forteresse et du cimetière de Kumkale, s'étendre au sud vers Oranieh et tenir trois jours.
  - 10 h 30 - Avec l'appui des pièces de marine, le village et la forteresse sont pris.
  - 21 h - Le 6e mixte est bloqué au cimetière.
- 26 avril
  - 2 h 30 - toutes les unités sont en ligne, avec le 75 tirant à mitraille, pour repousser les contre-attaques turques.
  - 14 h - Prise du cimetière et de 600 prisonniers.
  - 18 h - Ordre de réembarquement.

Pertes françaises : 20 officiers, 750 hommes.

Pertes turques : 1 730 tués, blessés et prisonniers.

Cette opération « admirablement conduite » fixera quelques divisions turques qui ne gagneront la côte européenne qu'après le 29 avril.

### Combat d’Eski Hissarlick (27-28 avril 1915)
- 27 avril au soir - Débarquement dans la baie de Morto du 1er RMA et du 175e RI avec pour mission de tenir la pointe d’Eski Hissarlick à droite de la ligne britannique qui pivotant, devait prendre Krithia et Achi-Baba par le sud et l'ouest.
- 28 avril - Le débarquement se poursuit, l'attaque commence à 6 h 45 avec un bataillon du 175e et deux bataillons du RMA.
  - 16 h - Les troupes françaises parviennent au ravin du Kéréves
- 1er au 2 mai - Contre-attaques turques repoussées.

## Bilan

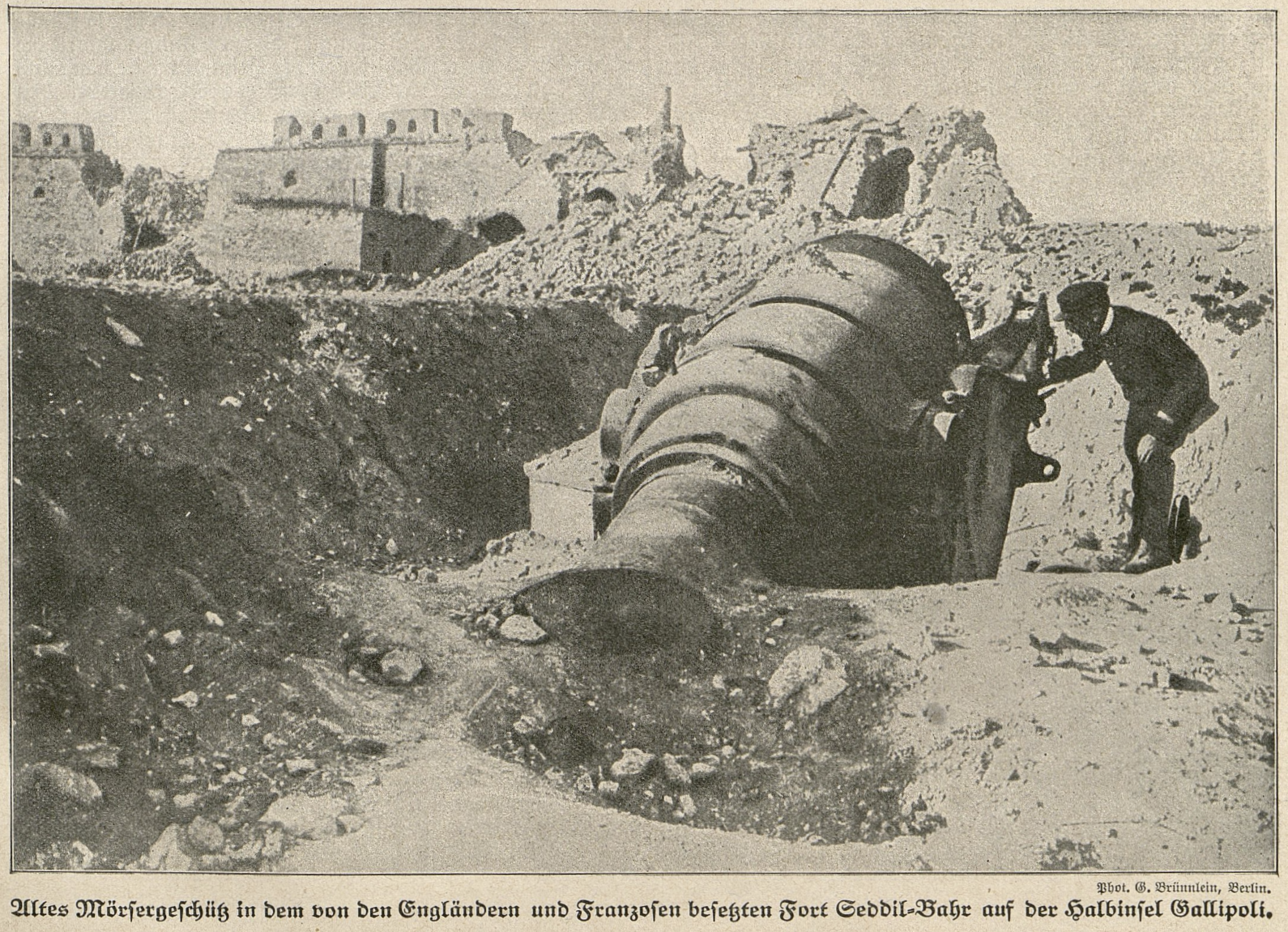
Un militaire français dans le fort en ruine, un canon turc.

Le débarquement sur la péninsule de Gallipoli a réussi, les alliés ont progressé de 3 km et décimé les forces turques qui n'ont pu les rejeter à la mer. 

Toutefois, le retard pris dans les opérations a permis aux Ottomans de se renforcer et de préparer leurs défenses sur leur terrain. Le cap Hellès va voir se dérouler une bataille d'usure (Batailles de Krithia) et les succès seront une avance d'une centaine de mètres ou la capture d'une tranchée.

## Décoration
- SEDD-UL-BAHR 1915 est inscrit sur le drapeau des régiments français cités lors de cette bataille.